# Pietramontecorvino
Pietramontecorvino là một đô thị ở tỉnh Foggia trong vùng Apulia miền nam nước Ý. Đô thị này có diện tích 71 ki-lô-mét vuông, dân số là 2970 người.